# 空とぶニコ!! 小さな弟と僕の大冒険
『空とぶニコ!! 小さな弟と僕の大冒険』（そらとぶニコ!! ちいさなおとうととぼくのだいぼうけん、原題: Niko 2 – lentäjäveljekset) は、2012年にリリースされたフィンランド、デンマーク、アイルランド、ドイツ合作のアニメーション映画。 

## キャスト
- ニコ - マシュー・ボイル
- ジュリアス - ダラグ・ケリー
- トビアス - ネッド・デネヒー
- ジョンニ - カラム・マロニー
- レニ - マイケル・シーハン
- ホワイトウルフ - ニアム・ショー (池田亜希子)

## 受信
日本の空とぶニコ!!2のレセプションは非常に強く、その結果、東京キンダー・フィルム・フェスティバルのフィーチャー部門で最高の映画のグランプリを受賞した。